# Griesbach (Zwiesel)
Griesbach ist ein Stadtteil von Zwiesel im niederbayerischen Landkreis Regen.

## Lage
Das Dorf Griesbach liegt etwa eineinhalb Kilometer südöstlich von Zwiesel.

## Geschichte
Eine am 12. September 1356 ausgestellte Urkunde von Kloster Niederaltaich, in der es um eine Abgrenzung der Pfarrei Regen von der neuen Pfarrei Frauenau ging, erwähnt erstmals die Dörfer „Lintperg“ (Lindberg), „Griespach“ (Griesbach),  „Clauczenpach“ (Klautzenbach) und „Fladnicz“ (Flanitz). Diese Orte sollten hinsichtlich der Seelsorge zur Pfarrei Regen beziehungsweise zu der von ihr vikarierten Kirche in Zwiesel gehören.
Später bildete Griesbach eine eigene Obmannschaft und unterstand dem Landgericht Zwiesel. Dieses ging 1803 in dem vergrößerten Landgericht Regen auf. Bei dessen Untergliederung in 27  Steuerdistrikte im Jahr 1808 kam Griesbach zum Steuerdistrikt Flanitz. Das Kataster aus diesem Jahr weist Griesbach als Dorf mit 10 Anwesen aus.
Bei der Gemeindebildung im Jahr 1813 kam Griesbach zur Ruralgemeinde Flanitz. 1821 wurde aus den Orten Bärnzell, Zwieselberg und Griesbach die Gemeinde Bärnzell gebildet, zu der später noch der Weiler Glasberg hinzukam. Im Zuge der Gebietsreform in Bayern wurde die Gemeinde Bärnzell einschließlich Griesbach am 1. Mai 1978 in die Stadt Zwiesel eingemeindet.

## Sehenswürdigkeiten
- Dorfkapelle. Sie wurde 1825 durch die Dorfschaft errichtet und zuletzt 2009 renoviert. Das Altarbild zeigt Mariä unbefleckte Empfängnis. Mehrere geschnitzte Heiligenfiguren befinden sich im Altarbereich.

## Vereine
- Eisstockclub Griesbach